# 雅典的废墟
《雅典的废墟》（德語：Die Ruinen von Athen），「乐圣」贝多芬的歌唱剧，第113號作品，创作于1811年，1812年在布达佩斯首演。
这部作品最有名的部分是其序曲和第四乐章土耳其进行曲，甚至非古典乐迷也能认出土耳其进行曲的主题。因此，序曲与土耳其进行曲都经常被单独取出来演奏，而作品的其它部分演奏机会较少。贝多芬的另一部作品，D大调六个变奏的钢琴变奏曲（第76號作品），主题便是来自土耳其进行曲。

## 故事梗概
智慧女神密涅瓦因为嫉妒苏格拉底而没有在法庭上为他辩护，因为这个罪，宙斯让她沉睡两千年。密涅瓦醒转後，被墨丘利带到了雅典。她深爱的雅典变成了废墟，当看到在土耳其统治下雅典时，她惊呆了。后来得知罗马也和雅典一样成为了废墟。听墨丘利说，缪斯他们逃到了匈牙利的佩斯。于是，密涅瓦和墨丘利踏上了去匈牙利的旅途，在那里他们看到了人对神和缪斯的无比忠诚。佩斯作为新的雅典开始繁荣复苏。

## 分析
1. 序曲（稍快的行板, G小调 - 不过分的快板，G大调）
2. 合唱：伟大宙斯的女儿 Tochter des mächtigen Zeus （稍平稳的行板，E♭大调）
3. 二重唱（一个希腊人和一个希腊女孩）：没有罪过却承受苦役 Ohne Verschulden Knechtschaft dulden （稍快的行板- 稍稍更快，G小调）
4. 伊斯兰苦行僧合唱:你的袖子上有褶皱 Du hast in deines Ärmels Falten （不过分的快板 - G大调）
5. 土耳其进行曲（活板 - B♭大调）
6. 背景音乐（很中庸的快板- C大调）
7. 带合唱的进行曲：你们装饰祭坛 Schmückt die Altare （中板 - E♭大调）
8. - a. 乐队演奏：带着喜悦 Mit reger Freude
  - b. 合唱：我们怀着那颗容易被感动的心 Wir tragen empfängliche Herzen im Busen （不过分的小快板- G大调）
  - c. 咏叹调：我们的神还会满足我们一个愿望吗？ Will unser Genius noch einen Wunsch gewähren? （广板 - C大调）
  - d. 咏叹调：他在那，他答应了我们的请求！ Er ist's! Wir sind erhört! （有活力的小快板- C大调）
9. 合唱：让我们的王从伤痛中痊愈吧。 Heil unserm König! （热情的快板 - A大调）